# توري تسوي
توري تسوي هي ناشطة في مجالي المناخ والتقاطعية من هونغ كونغ ومدافعة عن الصحة النفسية تعيش في برستل، إنجلترا.

## حياتها المبكرة ونعليمها
ولدت تسوي وترعرعت في هونغ كونغ.
تخرجت تسوي في 2015 بعدما حصلت على درجة الماجستير في البحث في علم البيئة والتطور والحفظ في كلية لندن الإمبراطورية والتي بُنيّت أسسها لعلم المناخ واستدامته. بعد عام من تخرجها، انتقلت إلى برستل للتعرف على صناعة وثائقيات التاريخ الطبيعي.

## وصلات خارجية
- موقع توري تسوي (بالإنجليزية)